# عثمان دابو
عثمان دابو (فرانسوی: Ousmane Dabo‎؛ زادهٔ ۸ فوریهٔ ۱۹۷۷) بازیکن سابق فوتبال اهل فرانسه است.
از باشگاه‌هایی که در آن بازی کرده‌است می‌توان به نیوانگلند رولوشن، باشگاه فوتبال موناکو، و باشگاه فوتبال لاتزیو، باشگاه فوتبال پارما، باشگاه فوتبال ویچنزا، باشگاه فوتبال آتالانتا، باشگاه فوتبال منچستر سیتی، باشگاه فوتبال رن، باشگاه فوتبال اینتر میلان، باشگاه فوتبال ویچنزا، باشگاه فوتبال لاتزیو، باشگاه فوتبال پارما، باشگاه فوتبال ویچنزا، باشگاه فوتبال موناکو، و باشگاه فوتبال آسکولی اشاره کرد.
وی همچنین در تیم ملی فوتبال فرانسه بازی کرده‌است.